# Nitrato manganoso
Il nitrato manganoso è il sale di manganese(II) dell'acido nitrico. Si riferisce ai composti inorganici con formula {\displaystyle {\ce {Mn(NO3)2\cdot (H2O)n}}}. Questi composti sono sali nitrati contenenti quantità variabili di acqua. Un derivato comune è il tetraidrato, {\displaystyle {\ce {Mn(NO3)2\cdot 4H2O}}}, ma sono noti anche mono- ed esaidrati, oltre al composto anidro. Alcuni di questi composti sono utili precursori degli ossidi di manganese; è paramagnetico e solitamente di colore rosa pallido.

## Struttura
I composti del manganese(II), specialmente con ligandi ossigenati, sono tipicamente ottaedrici. Seguendo questa tendenza, il tetraidrato presenta quattro ligandi aquo legati agli atomi di manganese e due ligandi nitrati monodentati reciprocamente cis.

## Preparazione, reazioni e utilizzo
Il nitrato manganoso è preparato dal diossido di manganese e dal diossido di azoto:
{\displaystyle {\ce {MnO2 + 2NO2 + 4H2O -> Mn(H2O)4(NO3)2}}}
Riscaldando il tetraidrato a 110 °C si ottiene il monoidrato di colore giallo pallido.
Il nitrato manganoso è il precursore del carbonato di manganese, utilizzato nei fertilizzanti e come colorante.